# Guillermo del Toro
Guillermo del Toro Gómez, född 9 oktober 1964 i Guadalajara, Jalisco, är en mexikansk filmregissör, manusförfattare och filmproducent. Han är en av de tre mexikanska filmregissörer som kallas "tre amigos" (en: The Three Amigos, sp: Cineastas, Trío de Amigos) där de andra två är Alfonso Cuarón (Harry Potter och fången från Azkaban, Gravity och Roma) och Alejandro González Iñárritu (Babel, Birdman och The Revenant).

## Filmkarriär
1992 kom hans genombrott när han genom sin film Cronos vann flera priser i Mexiko. Fem år senare fick han regissera sin första Hollywoodfilm, Mimic som hade den Oscarsvinnande Mira Sorvino i huvudrollen. Efter detta återvände han till Mexiko och startade sitt eget produktionsbolag ”The Tequila Gang”.
2001 kom hans nästa film, The Devils Backbone, som blev väl mottagen och gav honom möjlighet att regissera sin nästa Hollywoodfilm, Blade II (2002).
Han följde upp Blade II med ytterligare en serietidningsfilm två år senare då han gjorde Hellboy.
2006 kom filmen som gjort honom mest känd, Pans labyrint. Den belönades med tre Oscarsstatyetter och blev den mest inkomstbringande spanska filmen i USA någonsin.
2008 gjorde han uppföljaren till Hellboy, Hellboy II: The Golden Army.
Han har samtidigt producerat flera av sina egna filmer samt stått som producent på till exempel den spanska skräckfilmen Barnhemmet som kom 2007/2008. Under 2008 grundade han även ett nytt produktionsbolag, Cha Cha Cha, med sina vänner Alfonso Cuarón och Alejandro González Iñárritu.
I maj 2010 meddelade Guillermo del Toro att han hoppade av som regissör till filmerna baserade på J.R.R. Tolkiens roman Bilbo - En hobbits äventyr, vilket han var med och skrev manuset till, och ersattes av Peter Jackson.
På Oscarsgalan 2018 vann del Toro för Bästa film och Bästa regi för den romantiska fantasyfilmen The Shape of Water som betraktas som hans bästa film sedan Pans labyrint. Vid Oscarsgalan 2023 vann han i kategorin bästa animerade film för Guillermo del Toros Pinocchio.

## Filmografi (urval)
- 1985 – Doña Lupe (regi, manus och produktion)
- 1987 – Geometria (regi och manus)
- 1993 – Cronos (regi och manus)
- 1997 – Mimic (regi och manus)
- 2001 – The Devil's Backbone (regi och manus)
- 2002 – Blade II (regi)
- 2004 – Hellboy (regi och manus)
- 2006 – Pans labyrint (regi, manus och produktion)
- 2007 – Barnhemmet (produktion)
- 2008 – Hellboy II: The Golden Army (regi och manus)
- 2010 – Julias ögon (manus)
- 2010 – Don't Be Afraid of the Dark (manus och produktion)
- 2011 – Kung Fu Panda 2 (produktion)
- 2011 – Mästerkatten (produktion)
- 2012 – Hobbit: En oväntad resa (manus)
- 2012 – De fem legenderna (produktion)
- 2013 – Pacific Rim (regi, manus och produktion)
- 2013 – Hobbit: Smaugs ödemark (manus)
- 2014 – Hobbit: Femhäraslaget (manus)
- 2014 – Manolos magiska resa (produktion)
- 2015 – Crimson Peak (regi, manus och produktion)
- 2016 – Kung Fu Panda 3 (produktion)
- 2016 – Trolljakten (regi, manus och produktion)
- 2017 – The Shape of Water (regi, manus och produktion)
- 2018 – Pacific Rim Uprising (produktion)
- 2019 – Scary Stories to Tell in the Dark (produktion och synopsis)
- 2021 – Nightmare Alley
- 2022 – Cabinet of Curiosities (TV-serie)
- 2022 – Guillermo del Toros Pinocchio (regi, manus och produktion)
- 2025 – Frankenstein